# Jennifer Rizzotti
Jennifer Rizzotti, née le 15 mai 1974 à New York, est une joueuse professionnelle de basket-ball, puis entraîneuse de basket-ball.

## Carrière universitaire
Élevée à New Fairfield (Connecticut), Rizzotti est scolarisée au lycée de New Fairfield, dont elle sort sous les honneurs en 1992. Le gymnase porte maintenant son nom.
De 1992 à 1996, elle est membre de l'équipe féminine des Huskies du Connecticut, dont elle est la meneuse titulaire lors du premier titre national NCAA remportée en 1995 au terme d'une saison de 35 victoires sans revers. La photo de la diplômée en biologie illustre la couverture de Sports Illustrated pour cette saison parfaite. Elle reçoit la Honda-Broderick Cup 1995-1996, décerné à l'athlète féminine de l'année. En 1996, elle est nommée joueuse de l'année par Associated Press . Elle remporte le Frances Pomeroy Naismith Award 1995-1996, décerné à la meilleure joueuse NCAA de petite taille, année où elle établit de nouveaux records de l'université pour les passes décisives (212) et les interceptions (112).
Rizzotti est introduite au Hall of Fame de l'équipe féminine de Connecticut en 2001.

## Carrière ABL puis WNBA
Elle commence sa carrière professionnelle au Blizzard de la Nouvelle-Angleterre de l'ancienne American Basketball League avec lesquelles elle deux fois All-Star.
Choisie en 48e position de la draft WNBA 1999 par les Comets de Houston, elle remporte deux titres WNBA avec le club du Texas. Elle est transférée au Shock de Détroit contre Anna DeForge en avril 2001, puis acquise par les Rockers de Cleveland contre une troisième tour de draft 2002. Elle est sélectionnée en 13e position par le Shock lors de la draft de dispersion des Rockers en 2004.

## Hall of Fame
Rizzotti est introduite au Women's Basketball Hall of Fame en juin 2013, notamment pour son exceptionnelles saison 1995 qui la voit remporter le Wade Trophy, le titre de meilleure joueuse AP de l'année et le championnat NCAA. Dans son discours de réception, elle déclare : « Je suis au Hall of Fame parce que j'ai joué dans la bonne école, avec les bonnes équipières et j'ai appris à être une championne par le meilleur coach de l’histoire de ce jeu »,. 

## Entraîneuse universitaire
Rizzotti est entraineuse de l'équipe féminine des Hawks de Hartford de l'Université de Hartford, qu'elle emmène à plusieurs titres de l'America East Conference. Elle est nommée coach de l'année de la conférence en 2006, 2007 et 2010 seasons. En 2011, elle est nommée coach nationale de l'année. 
Elle épouse l'assistant entraîneur Bill Sullivan en juillet 1999, dont elle a deux enfants nés en 2005 et 2008.

## Équipe nationale
En tant que joueuse, elle est membre de l'équipe représentant les États-Unis à la Jones Cup en 1996 où les Américaines finissent invaincues les neuf rencontres et reportant la médaille d'or. Rizzotti inscrit 2,6 points par match et réalise 26 passes décisives sur le tournoi, le plus fort total de son équipe.
Elle est assistante entraîneuse de l'équipe nationale féminine U18 de USA Basketball dirigée par Doug Bruno en 2006, les États-Unis remportent leurs quatre rencontres et la médaille d'or. Rizzotti devient coach principaleen 2010 et remporte le championnat des Amériques à Colorado Springs,. Elle remporte également la médaille d'or avec la même génération dans la catégorie U19 l'année suivante au Chili.
En mars 2018, elle est nommée assistante de Dawn Staley, entraîneuse de l'équipe féminine américaine.

## Dirigeante
Durant la saison WNBA 2024, elle est présidente de la franchise WNBA du Sun du Connecticut.

## Carrière internationale

### ABL
- 1996-1998 : Blizzard de la Nouvelle-Angleterre

### WNBA
- 1999-2000 : Rockets de Houston
- 2001-2003 : Rockers de Cleveland

## Distinctions personnelles

### En tant que joueuse
- Coupe Honda-Broderick 1996[19]
- 1996—Winner of the Honda award for basketball[20]
- Associated Press Player of the Year (1996)
- Frances Pomeroy Naismith Award (1996)[5]
- Championne NCAA 1995
- Coupe William Jones 1996[12]

### En tant que coach nationale
- Médaille d'or du championnat du monde U19 en 2011 au Chili
- Médaille d'or du championnat du monde U18 en 2010
- Médaille d'or du championnat du monde U18 en 2006 (assistant coach)

### En tant que coach universitaire
- America East Coach de l'année (2006, 2007)
- Championne America East (2002, 2005, 2006, 2008)
- Championne America East en saison régulière (2006, 2007, 2008)